# Női négypárevezős a 2004. évi nyári olimpiai játékokon
A 2004. évi nyári olimpiai játékokon az evezés női négypárevezős versenyszámát augusztus 15. és augusztus 22. között rendezték a Szkíniasz evezős és kajak‑kenu központban. A versenyt a német egység nyerte a brit és az ausztrál egység előtt.

## Versenynaptár
Az időpontok helyi idő szerint, zárójelben magyar idő szerint olvashatóak.
| Dátum                         | Időpont       | Forduló     |
| ----------------------------- | ------------- | ----------- |
| 2004. augusztus 15.,vasárnap  | 9:40 (8:40)   | Előfutamok  |
| 2004. augusztus 18., szerda   | 11:00 (10:00) | Reményfutam |
| 2004. augusztus 21., szombat  | 11:40 (10:40) | B-döntő     |
| 2004. augusztus 22., vasárnap | 9:30 (8:30)   | A-döntő     |

## Eredmények
Az idők másodpercben értendők. A rövidítések jelentése a következő:
- QA: Az A-döntőbe jutás helyezés alapján
- QB: A B-döntőbe jutás helyezés alapján

### Előfutamok
Két előfutamot rendeztek, négy-négy hajóval. Az első helyezettek automatikusan az A-döntőbe kerültek, a többiek a reményfutamba.
| Helyezés | Nemzet                                                                                             | Idő       | Mj       |
| 1. futam | 1. futam                                                                                           | 1. futam  | 1. futam |
| -------- | -------------------------------------------------------------------------------------------------- | --------- | -------- |
| 1.       | Nagy-Britannia (GBR) · Alison Mowbray, Debbie Flood, Frances Houghton, Rebecca Romero              | 6:15,60   | QA       |
| 2.       | Oroszország (RUS) · Julija Levina, Larisza Merk, Anna Szergejeva, Okszana Dorodnova                | 6:17,72   |          |
| 3.       | Fehéroroszország (BLR) · Marija Brel, Taccjana Narelik, Volha Bereznyeva, Marija Varona            | 6:20,72   |          |
| –        | Ukrajna (UKR) · Olena Ronzsina-Morozova, Tetyana Kolesznyikova, Olena Olefirenko, Jana Dementyjeva | (6:21,24) | kizárva  |
| 2. futam | |           |          |
| 1.       | Németország (GER) · Kathrin Boron, Meike Evers, Manuela Lutze, Kerstin Kowalski-El-Qalqili         | 6:16,49   | QA       |
| 2.       | Egyesült Államok (USA) · Michelle Guerette, Hilary Gehman, Kelly Salchow, Danika Holbrook-Harris   | 6:18,63   |          |
| 3.       | Ausztrália (AUS) · Dana Faletic, Rebecca Sattin, Kerry Hore, Amber Bradley                         | 6:23,46   |          |
| 4.       | Dánia (DEN) · Dorthe Pedersen, Sarah Lauritzen, Christina Rindom, Majbrit Nielsen                  | 6:28,16   |          |

### Reményfutam
Egy reményfutamot rendeztek, hat részvevővel. Az első négy helyezett az A-döntőbe jutaott, a többiek a B-döntőbe.
| Helyezés | Nemzet                                                                                             | Idő     | Mj |
| -------- | -------------------------------------------------------------------------------------------------- | ------- | -- |
| 1.       | Oroszország (RUS) · Julija Levina, Larisza Merk, Anna Szergejeva, Okszana Dorodnova                | 6:23,13 | QA |
| 2.       | Ukrajna (UKR) · Olena Ronzsina-Morozova, Tetyana Kolesznyikova, Olena Olefirenko, Jana Dementyjeva | 6:24,64 | QA |
| 3.       | Ausztrália (AUS) · Dana Faletic, Rebecca Sattin, Kerry Hore, Amber Bradley                         | 6:24,67 | QA |
| 4.       | Egyesült Államok (USA) · Michelle Guerette, Hilary Gehman, Kelly Salchow, Danika Holbrook-Harris   | 6:25,39 | QA |
| 5.       | Dánia (DEN) · Dorthe Pedersen, Sarah Lauritzen, Christina Rindom, Majbrit Nielsen                  | 6:25,41 | QB |
| 6.       | Fehéroroszország (BLR) · Marija Brel, Taccjana Narelik, Volha Bereznyeva, Marija Varona            | 6:29,04 | QB |

### Döntők

#### B-döntő
A B-döntőt két egységggel rendezték, a reményfutam 5–6. helyezettjével.
| Helyezés (Összesített) | Nemzet                                                                                  | Idő     |
| ---------------------- | --------------------------------------------------------------------------------------- | ------- |
| 1. (7.)                | Dánia (DEN) · Dorthe Pedersen, Sarah Lauritzen, Christina Rindom, Majbrit Nielsen       | 6:50,13 |
| 2. (8.)                | Fehéroroszország (BLR) · Marija Brel, Taccjana Narelik, Volha Bereznyeva, Marija Varona | 6:54,02 |

#### A-döntő
Az A-döntőt hat egységgel rendezték, az előfutamok első helyezettjeivel, valamint a reményfutam 1–4. helyezettjeivel.
| Helyezés | Nemzet                                                                                             | Idő               |
| -------- | -------------------------------------------------------------------------------------------------- | ----------------- |
| Arany    | Németország (GER) · Kathrin Boron, Meike Evers, Manuela Lutze, Kerstin Kowalski-El-Qalqili         | 6:29.29           |
| Ezüst    | Nagy-Britannia (GBR) · Alison Mowbray, Debbie Flood, Frances Houghton, Rebecca Romero              | 6:31.26           |
| Bronz    | Ausztrália (AUS) · Dana Faletic, Rebecca Sattin, Kerry Hore, Amber Bradley                         | 6:34.73           |
| 4.       | Oroszország (RUS) · Julija Levina, Larisza Merk, Anna Szergejeva, Okszana Dorodnova                | 6:36.49           |
| 5.       | Egyesült Államok (USA) · Michelle Guerette, Hilary Gehman, Kelly Salchow, Danika Holbrook-Harris   | 6:39.67           |
| –        | Ukrajna (UKR) · Olena Ronzsina-Morozova, Tetyana Kolesznyikova, Olena Olefirenko, Jana Dementyjeva | (6:34.35) kizárva |

Az ukrán egységet utólag kizárták, miután Olena Olefirenko pozitív doppingmintát adott.